# Anders Martin-Löf
Anders Martin-Löf (né le 16 mars 1940) est un physicien et mathématicien suédois. Il est professeur de mathématiques d'assurance et de statistiques mathématiques depuis 1987 au Département de mathématiques de l'Université de Stockholm.

## Biographie
Martin-Löf fait ses études de premier cycle au KTH Royal Institute of Technology de Stockholm et obtient son examen en génie physique en 1963. Il poursuit des études supérieures en optimisation au KTH et au MIT aux États-Unis de 1967 à 1968, suivi plus tard par un poste d'associé de recherche à l'Université Rockefeller de New York de 1970 à 1971, travaillant avec la théorie des probabilités et les applications à la mécanique statistique. De retour au KTH à Stockholm, il obtient son doctorat en 1973.
Au cours des 10 années suivantes, il continue à travailler sur des problèmes similaires en tant que "docent" à Uppsala et à Stockholm. Dans les années 1980, il s'oriente vers les mathématiques de l'assurance avec la société Folksam notamment en développant des théories pour le contrôle des mouvements d'assurances. Depuis 1987, il travaille sur les aspects théoriques et appliqués de sa mission de professeur à l'Université de Stockholm.
Martin-Löf a deux enfants de son premier mariage et une fille de son second. Anders est le frère de Per Martin-Löf, qui est responsable d'une définition pionnière du hasard, ainsi que d'une fondation pour les mathématiques constructives basées sur la théorie des types intuitionniste. Per est également professeur à l'Université de Stockholm, avec des nominations conjointes dans les départements de mathématiques et de philosophie. Ils partagent un intérêt pour les statistiques et la mécanique statistique, bien que Per se soit davantage intéressé aux fondements des statistiques, tandis qu'Anders s'intéresse davantage aux mathématiques financières. Leur frère aîné Johan est également ingénieur physicien, mais plus enclin aux technologies spatiales.